# Fernando Piñar
Fernando José Piñar Piñar (ur. 26 sierpnia 2001 w Nicoyi) – kostarykański piłkarz występujący na pozycji prawego obrońcy, od 2024 roku zawodnik Alajuelense.